# 青森自動車道
青森自動車道（あおもりじどうしゃどう、英語: AOMORI EXPWY）は、全区間が青森県青森市を通過する高速道路（高速自動車国道）である。略称は青森道（あおもりどう）。
高速道路ナンバリングでは八戸自動車道、百石道路、第二みちのく有料道路、上北自動車道、みちのく有料道路とともに「E4A」が割り振られている。

## 概要
青森自動車道は青森ジャンクション (JCT) で東北自動車道から分岐する東北縦貫自動車道八戸線の青森東インターチェンジ (IC) 以西の区間の道路名である。
事業化されていないものの、将来的には東北縦貫自動車道八戸線（基本計画区間）と接続し、上北自動車道・第二みちのく有料道路・百石道路を経て、八戸自動車道に接続する予定がある。なお、基本計画区間とは別に存在するみちのく有料道路には直接接続はしていないが、青森東ICから青森県道123号清水川滝沢野内線を介してアクセス可能である。
キロポストおよびIC番号は川口JCTからの通算表示となっており、青森JCT起点の（0 kmおよび1番）表示ではない。
なお、青森道は全体の距離が15.6kmと短いためサービスエリア (SA)・パーキングエリア (PA) が設置されていない。さらに、青森道を含めた青森県内の高速道路上にはガソリンスタンドが設置されているSA・PAが存在しないため、青森道から東北道へ向かう場合は東北道上りの花輪SAまで、東北道下りから青森道へ向かう場合は東北道岩手山SA以北では高速道路上での給油はできない。

## 接続高速道路
- E4 東北自動車道（青森JCTで接続）

## インターチェンジなど
- 全区間青森県青森市内に所在。
- IC番号欄の背景色が■である部分については道路が供用済みの区間を示している。また、施設名欄の背景色が■である部分は施設が供用されていない、または完成していないことを示す。
- IC番号は東北自動車道の川口JCT（埼玉県川口市）からの通算である。
- 路線名の特記がないものは市町道。

| IC 番号                                | 施設名             | 接続路線名               | 青森 から (km) | 川口 から (km) | 備考                                    |
| -------------------------------------- | ------------------ | ------------------------ | -------------- | -------------- | --------------------------------------- |
| E4 東北自動車道                        |                    |                          |                |                |                                         |
|                                        | 青森JCT            | E4 東北自動車道          | 0.0            | 677.4          | 青森ICと青森道の直通不可                |
| 55                                     | 青森中央IC         | 国道7号（青森環状道路）  | 6.1            | 683.5          |                                         |
| -                                      | 青森中央本線料金所 |                          | 6.2            | 683.6          | 本線料金所                              |
| -                                      | 救急車緊急退出路   |                          | ↓              | ↓              | 青森県立中央病院に接続 一般車両利用不可 |
| 56                                     | 青森東IC           | 県道47号青森東インター線 | 15.6           | 693.0          | E4A みちのく有料道路方面                |
| 東北縦貫自動車道八戸線（基本計画区間） |                    |                          |                |                |                                         |

## 歴史
- 2003年（平成15年）9月28日：青森JCT - 青森東IC開通。
- 2005年（平成17年）10月1日：日本道路公団民営化に伴い、東日本高速道路の管理路線となる。
- 2010年（平成22年）
  - 2月2日：全線が高速道路無料化社会実験の対象区間に指定される。
  - 6月28日：全線で高速道路無料化社会実験の運用が開始される[5]。
- 2011年（平成23年）
  - 6月19日：同年3月11日に発生した東北地方太平洋沖地震（東日本大震災）の復興費用確保のため、全線で行っていた無料化社会実験をいったん終了させ、以降の社会実験を一時凍結。これに伴い当道路の通行料金が再び有料となる。
  - 6月20日：東日本大震災の被災者支援、復興・復旧支援を目的に一部車両を対象に通行料金を無料とする措置を全線で開始。
- 2012年（平成24年）3月31日：東日本大震災の被災者支援、復興・復旧支援を目的に一部車両を対象に通行料金を無料とする措置が実施終了。

## 道路管理者
- 東日本高速道路 東北支社
  - 青森管理事務所：全線

## 車線・最高速度
| 区間               | 車線              | 車線   | 車線   | 最高速度 | 備考                           |
| 区間               | 上下線            | 上り線 | 下り線 | 最高速度 | 備考                           |
| ------------------ | ----------------- | ------ | ------ | -------- | ------------------------------ |
| 青森JCT - 青森東IC | 2=1+1 (暫定2車線) |        |        | 70 km/h  | 青森JCT・青森東IC付近は40 km/h |

## 交通量
24時間交通量（台） 道路交通センサス
| 区間                  | 平成17（2005）年度 | 平成22（2010）年度 | 平成27（2015）年度 |
| --------------------- | ------------------ | ------------------ | ------------------ |
| 青森JCT - 青森中央IC  | 5,429              | 6,817              | 5,993              |
| 青森中央IC - 青森東IC | 1,870              | 5,378              | 2,290              |

（出典：「平成22年度道路交通センサス」・「平成27年度全国道路・街路交通情勢調査」（国土交通省ホームページ）より一部データを抜粋して作成）
- 平成22年度の調査期間中において全線では、高速道路無料化社会実験が行われていた。

- 令和2年度に実施予定だった交通量調査は、新型コロナウイルスの影響で延期された[6]。